# Ioan I. Filipescu
Ioan I. Filipescu (n.  ?) a fost un politician român din secolul al XIX-lea, ministru interimar de externe în guvernul de la București al lui Nicolae Golescu, între 28 mai - 13 iulie 1860, realizat după Mica Unire (de la 5/24 ianuarie 1859), dar înainte de unirea administrativă a Principatelor Unite. 